# سد اوماتاکو
سد اوماتاکو (به لاتین: Omatako Dam) یک سد در نامیبیا است.